# Telaranea consobrina
Telaranea consobrina là một loài Rêu trong họ Lepidoziaceae. Loài này được J.J. Engel & G.L. Merr. mô tả khoa học đầu tiên năm 1999.